# Узмёнский сельсовет
Узмёнский сельсовет (белор. Узмёнскі сельсавет; до 2010 г. — Долгиновский) — административная единица на территории Миорского района Витебской области Белоруссии. Административный центр — агрогородок Узмёны.

## История
16 сентября 2010 г. Долгиновский сельсовет переименован в Узмёнский.

## Состав
Узмёнский сельсовет включает 27 населённых пунктов:
- Барсуки — деревня.
- Барсуки-2 — деревня.
- Бредево — деревня.
- Брижинки — деревня.
- Бурелом 1 — деревня.
- Виногроды — деревня.
- Гвардейская — деревня.
- Дворчаны — деревня.
- Долгиново — деревня.
- Зайцево — деревня.
- Звонки — хутор.
- Ильмовики — деревня.
- Клемино — деревня.
- Ковальки — хутор.
- Козельки — хутор.
- Леонполь — деревня.
- Липово 1 — хутор.
- Липово 2 — хутор.
- Мальцы — деревня.
- Пересловка — деревня.
- Переслово — деревня.
- Полщизно — хутор.
- Скакуны — деревня.
- Слобода — деревня.
- Старое Грудиново — деревня.
- Труды — деревня.
- Узмёны — агрогородок.

Упразднённые населенные пункты на территории сельсовета:
- Барсуки
- Брижелюбки
- Брижинки
- Бурелом 1
- Виногроды
- Козельки
- Карандаши[2]
- Клемино
- Колачево
- Липово 1
- Липово 2
- Пересловка
- Переслово
- Полщизно
- Труды

## Культура
- Краеведческий музей в аг. Узмёны
- Музей "Радзімазнаўства" в д. Леонполь

## Достопримечательность
- Колонна в честь Конституции 1791 года (конец XVIII века) в д. Леонполь
- Усадьба Лопатинских (середина XVIII века) в д. Леонполь
- Деревянная православная Троицкая церковь (1774 год) в д. Леонполь
- Николаевская церковь, вторая половина XIX в. в аг. Узмёны